# Staderhof
Staderhof ist eine Hofschaft und ehemaliges Rittergut in der Stadt Leichlingen (Rheinland) im Rheinisch-Bergischen Kreis.

## Lage und Beschreibung
Staderhof liegt im nordwestlichen Leichlingen oberhalb der Wupper am orographisch rechten Flussufer nahe, aber außerhalb der geschlossenen Bebauung des Kernorts. Nördlich liegen die Ortschaft Ziegwebersberg und die Hofschaft Müllerhof. 
Benachbarte, zumeist die in westliche Vorstadt Leichlingens aufgegangene Orte sind Pastorat, Windgesheide, Stockberg, Am Adler, Merlenforst, Hüttchen, Scheeresberg, Kaltenberg, Brückerfeld, Brücke, Bockstiege und Bahnhof. Auf der anderen Wupperseite befinden sich die Orte Am Hammer, Schloss Eicherhof und der historische Leichlinger Ortskern mit der evangelischen Kirche.
Die Hofanlage mit zweigeschossigem, spätklassizistischem Wohnhaus (Baujahr 1912) unter Krüppelwalmdach und ein Türsturz des 1911 abgerissenen Ritterguts im Stallgebäude aus dem Jahr 1792 stehen unter Baudenkmalschutz.

## Geschichte

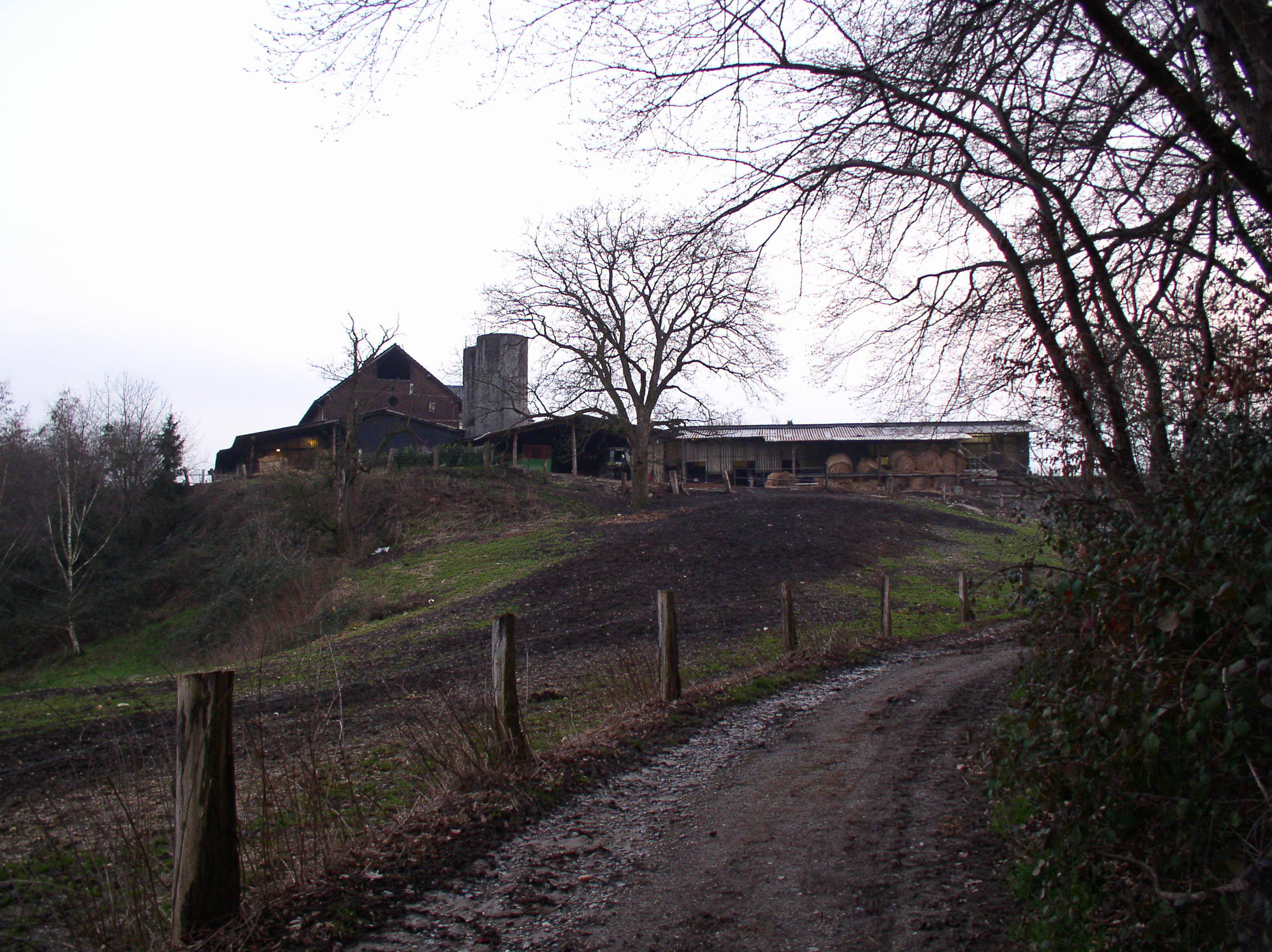
Ansicht in Staderhof

Staderhof wurde erstmals im Jahr 1327 urkundlich erwähnt und war ein Rittergut. Der Name leitet sich vermutlich von der Lage an der Wupper her, siehe Gestade.
Die Karte Topographia Ducatus Montani aus dem Jahre 1715 zeigt einen Freihof unter dem Namen Stadenhof. Im 18. Jahrhundert gehörte der Ort zum Kirchspiel Leichlingen im bergischen Amt Miselohe. Die Topographische Aufnahme der Rheinlande von 1824 und die Preußische Uraufnahme von 1844 verzeichnen ihn beide als Staderhof, ebenso die Leichlinger Gemeindekarte von 1830.
1832 gehörte Staderhof unter dem Namen Staderhoff der Bürgermeisterei Leichlingen an. Der laut der Statistik und Topographie des Regierungsbezirks Düsseldorf als Ackergut kategorisierte Ort besaß zu dieser Zeit ein Wohnhaus und ein landwirtschaftliches Gebäude. Zu dieser Zeit lebten 11 Einwohner im Ort, davon einer katholischen und zehn evangelischen Glaubens. 1867 wurde westlich von Staderhof die Bahnstrecke Gruiten–Köln-Mülheim eröffnet. 
Im Gemeindelexikon für die Provinz Rheinland werden 1885 ein Wohnhaus mit sieben Einwohnern angegeben. 1895 besitzt der Ort ein Wohnhaus mit neun Einwohnern, 1905 ein Wohnhaus und sieben Einwohner.
Das Wohnhaus des Ritterguts stammte aus dem Jahr 1792 und wurde 1912 zugunsten eines 1912 neu errichteten spätklassizistischen Wohnhauses abgerissen. Ende des 20. Jahrhunderts wurde der Staderhof als Pferdehof genutzt. 2008 brannte eine Scheune auf dem Hof ab. Die Pferdewirtschaft wurde 2013 von Obstanbau abgelöst.